# Maria Kremskaya
Maria Kremskaya (ukr. Мария Кремская) – ukraińska zapaśniczka walcząca w stylu wolnym.
Brązowa medalistka mistrzostw świata w 1994 roku.